# Möckelsjön (Säbrå socken, Ångermanland)
Möckelsjön är en sjö i Härnösands kommun i Ångermanland och ingår i Ångermanälven-Gådeåns kustområde. Sjön har en area på 0,476 kvadratkilometer och ligger 171,1 meter över havet. Sjön avvattnas av vattendraget Överdalsån.

## Delavrinningsområde
Möckelsjön ingår i det delavrinningsområde (695839-160642) som SMHI kallar för Inloppet i Finsviken. Medelhöjden är 118 meter över havet och ytan är 23,76 kvadratkilometer. Det finns inga avrinningsområden uppströms utan avrinningsområdet är högsta punkten. Avrinningsområdets utflöde Överdalsån mynnar i havet. Avrinningsområdet består mestadels av skog (76 procent). Avrinningsområdet har 0,98 kvadratkilometer vattenytor vilket ger det en sjöprocent på 4,1 procent.